# Den här går ut till alla...
Den här går ut till alla... är ett musikalbum av musikern och skådespelaren Oskar Franzén som släpptes 23 juli 2007.

## Låtlista
1. "Diskjockeybåset" - 2:05
2. "Danshallstil" - 3:30
3. "Kom" - 4:10
4. "Nu ére ju så" - 3:10
5. "Tänt" - 2:47
6. "Vi kan göra allt" - 2:57
7. "Nån för mig" - 3:26
8. "Fri stil" - 4:23
9. "Humöret" - 2:36
10. "É ni mé" - 3:02